# James E. Watson
James Eli Watson, född 2 november 1864 i Winchester, Indiana, död 29 juli 1948 i Washington DC, var en amerikansk republikansk politiker. Han var majoritetsledare i USA:s senat 1929-1933.

## Biografi
Watson utexaminerades 1886 från DePauw University i Greencastle, Indiana. Han studerade sedan juridik och inledde sin karriär som advokat på faderns advokatbyrå i Winchester.
Han var ledamot av USA:s representanthus 1895-1897 och 1899-1909. Han kandiderade 1908 i valet till Indianas guvernör, men förlorade mot demokraten Thomas R. Marshall. Watson var senator för Indiana i USA:s senat 1916-1933. Han kandiderade 1932 till omval men förlorade den gången mot demokraten Frederick Van Nuys.
Watsons grav finns på Cedar Hill Cemetery i Suitland, Maryland.